# Blanche de Bourgogne (comtesse de Savoie)
Pour les articles homonymes, voir Blanche de Bourgogne.
Blanche de Bourgogne, morte à Dijon le 28 juillet 1348, est une princesse de la maison capétienne de Bourgogne, fille de Robert II, duc de Bourgogne. Par mariage avec le comte Édouard de Savoie, elle devient comtesse de Savoie.

## Biographie

### Origines
Blanche est la fille aînée du duc Robert II de Bourgogne et d'Agnès de France. Blanche appartient par sa naissance à la première maison capétienne de Bourgogne puisque son père est le fils du duc de Bourgogne et roi titulaire de Thessalonique, Hugues IV et à la maison royale de France puisque sa mère est la fille du roi Saint-Louis. La date de naissance est inconnue, toutefois l'année 1288 est parfois donnée comme point de repère.

### Mariage avec le prince de Savoie
Son père meurt en 1306. La duchesse Agnès — « préoccupée de l'avenir de ses enfants », selon l'historien Ernest Petit — négocie le mariage de sa fille avec le fils aîné du comte Amédée V de Savoie, le jeune Édouard. Les pourparlers se déroulent à Paris, près du roi, et trouvent un accord le 27 septembre 1307,. La princesse apporte en dot 20 000 livres et le comte s'engage à faire de son fils, Édouard, son successeur,. De même, si le couple a un fils, ce dernier sera fait comte, écartant cependant une succession féminine.
Les deux époux étant parents du 3e au 4e degré (voir notamment la section « Ascendance »), une demande de dispense papale est obtenue auprès du pape Boniface VIII.
Le mariage est célébré le 17 octobre 1307 au château de Montbard, en Bourgogne,.
Le couple n'a qu'un enfant, une fille, Jeanne,.

### Comtesse de Savoie
En 1323, Édouard devient comte de Savoie. Leur fille Jeanne est mariée en 1330 à Jean III (1286 † 1341), duc de Bretagne.
Les fragments d'un livre d'heures enluminé réalisé pour elle, les Heures de Savoie, sont actuellement conservés à la  bibliothèque Beinecke de l'université Yale.
Le comte Édouard meurt en 1329, à Gentilly. Sans fils, son frère, Aymon, lui succède. La comtesse semble devoir négocier son douaire avec son beau-frère. Le règlement trouve une issue le 8 février 1330. Elle obtient ainsi, selon Guichenon, « les villes, châteaux et mandements de Bourg, de Treffort, de Coligny, de Jasseron, de S. Étienne du Bois, de s. Trivier, du Pont-de-Vesle et du Pontdevaux en pays de Bresse, la seigneurie de s. Symphorien d'Auzon en Viennois et la maison du Temple de Lyon ». Elle reçoit également du roi de France, Philippe VI de Valois, en mai 1333, une maison dans le faubourg Saint-Marcel de Paris, qui eut appartenu à l'archevêque de Lyon Pierre de Savoie.
Leur fille tente de revendiquer des droits sur le comté de Savoie. Un conflit d'ailleurs s'engage entre le nouveau comte et sa nièce, soutenue par le Dauphin de Viennois Guigues VIII.

### Mort

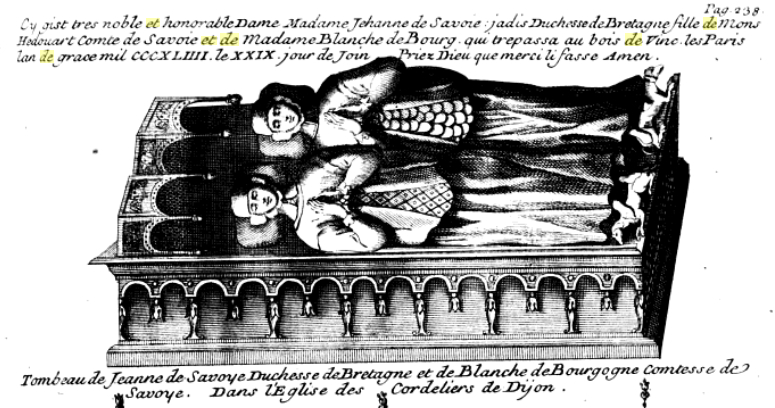
Sépulture de Blanche de Bourgogne et de sa fille Jeanne de Savoie en l'église des Cordeliers à Dijon.

Blanche de Bourgogne semble mourir de la peste le 28 juillet 1348, selon le médiéviste Alain Kersuzan. Les auteurs précédents — dont ceux de L'Art de vérifier les dates, Antoine-Charles-Nicolas de La Teyssonnière dans les Recherches historiques sur le département de l'Ain, Ernest Cuaz (1828-1911) ou encore Ernest Petit (1835-1918) — reprennent tout ou partiellement Samuel Guichenon, en donnant la date du 18 juillet 1348, et la ville de Dijon comme lieu de décès. L'historien bugiste précise « et non en l'an 1347 et à Paris ainsi que cite V Vanderburch ».
Son corps semble avoir été inhumé dans l'église des Cordeliers de Dijon, aux côtés de sa fille Jeanne, morte en 1344.